# 宏胜镇
宏胜镇，是中华人民共和国黑龙江省佳木斯市富锦市下辖的一个乡镇级行政单位。

## 行政区划
宏胜镇下辖以下地区：
宏胜村、兴东村、兴家村、宏林村、北河村、兴国村、双山村、同胜村、久胜村、东岗村、隆胜村、龙华村、龙江村、宏胜农场村、南林村、育林村、红山村、胜利村、红旗村、永平村、永成村、永林村、永旺村和明胜村。